# بهادور عبدي
بهادور عبدي (1 مايو 1984 بطهران في إيران - ) هو لاعب كرة قدم إيراني في مركز الوسط. لعب مع نادي برسبوليس ونادي راه آهن ونادي سرخبوشان دلوارافزار ونادي شاهين بوشهر وPasargad Tehran F.C. ‏.

## وصلات خارجية
- بهادور عبدي على موقع قاعدة بيانات كرة القدم.إي يو (الإنجليزية)
- بهادور عبدي على موقع Soccerway.com (الإنجليزية)